# اماتسوکامیناتو، چیبا
اماتسوکامیناتو، چیبا (به لاتین: Amatsukominato, Chiba) یک منطقهٔ مسکونی در ژاپن است که در کانتو واقع شده‌است.

## خصوصیات
اماتسوکامیناتو ۷٬۲۹۴ نفر جمعیت دارد.